# Sören (voornaam)
Sören (met een Zweedse ö) of Søren (met een Deens-Noorse ø) is een Scandinavische jongensnaam.

## Verklaring
Sören is een variant van de oorspronkelijk Latijnse achternaam Severinus, die afstamt van het woord severus, dat "streng" betekent.
Andere varianten van deze naam komen ook voor in onder andere het Italiaans, Frans, Spaans en Portugees. Veel talen hebben hun eigen variant op de naam Severinus. Dit was de naam van vele vroegere heiligen binnen het christendom, zoals de 4e-eeuwse bisschop van Keulen of de 6e-eeuwse rooms-katholieke filosoof die gemarteld werd door de Ostrogotische koning Theodorus. De naam Severinus werd ook door een paus gedragen.
Het is ook heel goed mogelijk dat de naam Sören een variant is van de naam Serafim; in het christendom en het jodendom is dit de hoogste rang der engelen, namelijk de Serafijnen. De naam Serafim komt vaak voor in Zuid-Europese landen.

## Naamdag
- 23 oktober
- 7 april

## Bekende naamdragers
- Søren Busk (1953), Deens voetballer
- Søren Colding (1972), Deens voetballer
- Søren Hansen (1974), Deens golfer
- Søren Hjorth (1801-1870), Deens spoorwegpionier en uitvinder
- Søren Kierkegaard (1813-1855), Deens filosoof en theoloog
- Søren Larsen (1981), Deens voetballer
- Sören Lausberg (1969), Duits baanwielrenner
- Søren Lerby (1958), Deens voetbalspeler en trainer
- Søren Sørensen (1868-1939), Deens chemicus

## Varianten

### Mannelijke varianten
- Serafim (Russisch)
- Serafino (Italiaans)
- Serafeim (Grieks)
- Séraphin (Frans)
- Séverin (Frans)
- Seve (Spaans)
- Severi (Fins)
- Severin (Roemeens, Catalaans, Occitaans)
- Severijn of Serafijn (Nederlands)
- Severino (Italiaans, Spaans, Portugees)
- Severo (Italiaans, Spaans)
- Serafín, (Spaans)

### Vrouwelijke varianten
- Serafima (Russisch, Roemeens)
- Serafina (Italiaans)
- Seraphine (Frans)
- Severina (Italiaans, Portugees, Kroatisch, Duits, Latijn)
- Séverine (Frans)